# Lattes
Lattes (okcitansko Latas) je južno predmestje Montpelliera in občina v južnem francoskem departmaju Hérault regije Languedoc-Roussillon. Leta 2009 je naselje imelo 15.804 prebivalce.

## Geografija
Naselje leži v pokrajini Languedoc ob reki Lez, 6 km južno od središča Montpelliera. Od obale Sredozemskega morja ga ločuje slano jezero étang du Méjean (étang du Pérols).

## Uprava
Lattes je sedež istoimenskega kantona, v katerega sta poleg njegove vključeni še občini Palavas-les-Flots in Pérols z 31.198 prebivalci.
Kanton Lattes je sestavni del okrožja Montpellier.

## Zanimivosti
- arheološki muzej Henri Prades z razstavo povezano s pristaniščem iz galskega obdobja - Lattaro,
- naravni rezervat Méjean,
- cerkev sv. Lovrenca,
- cerkev sv. Bernarda, Port Ariane.